# 工藤堅太郎 (俳優)
工藤 堅太郎（くどう けんたろう、1941年1月23日 - ）は、日本の俳優。神奈川県横浜市出身。本名同じ。血液型A型。

## 来歴・人物
1959年、神奈川県立横浜平沼高等学校卒業後、劇団俳優座養成所に第11期生として入所。同期には勝呂誉・中村孝雄・岩本多代らがいる。卒業後は「劇団に入っては喰ってはいけない」と半年間は所属なしの浪人の後、1962年、東野英治郎の推薦もあって、給料・出演料の約束された大映と専属契約を結んだ。
1964年には檀一雄原作『夕日と拳銃』（TBS）に主人公・伊達麟之介役に抜擢され出演、人気俳優となった。以後、石坂洋次郎原作の『風と樹と空と』『青い山脈』など青春ドラマ、ホームドラマにレギュラー出演。一方、『土曜日の虎』『五番目の刑事』など刑事ドラマでは吹き替えを使わずにスタントは全部自身で演じた。以後1981年まで17年間、クモ膜下出血で倒れるまでドラマのレギュラー出演が途切れる事はなかった。
デビュー後、大映の三隅研次にその才能を見込まれ、大映映画やテレビの時代劇でも活躍。特に『新・日本任侠伝 / 灰神楽三太郎』に主演以来、軽いとぼけた調子の三枚目へ役柄の幅を広げ、森の石松や桶屋の鬼吉役などを得意とした。また『ミラーマン』や『ケンちゃんシリーズ』のカミナリ先生や『ロボット110番』、『熱血あばれはっちゃく』など子ども向けドラマのレギュラー出演も多かった。
1978年には『柳生一族の陰謀』で柳生又十郎宗冬に扮し、得意の乗馬を披露している。
1970年代から80年代は常時2 - 3本の連続ドラマを抱える売れっ子俳優で、時代劇・現代劇を問わず、オファーがありスケジュールがあいていればどんな役でも引き受け、悪役から三枚目まで幅広くこなしていた。
1978年には商業演劇にも進出。大阪新歌舞伎座・名古屋御園座・明治座などの大劇場に出演していたが、1981年、大阪・名古屋での木下藤吉郎役の2か月公演終了後の千秋楽、東名高速道路を走行中にクモ膜下出血を発症。東京女子医科大学での5時間に及ぶ手術と半年間の療養後、奇跡的な現場復帰を遂げている。この時期の本人スケジュールは超過密であり、連続ドラマレギュラーを通算31本。準レギュラーを12本もこなしていた。テレビコマーシャルにも起用されるほどに、お茶の間の売れっ子スターであった。
2018年以降は小説家としても活動中で定期的に新刊書籍を精力的に上梓。
2021年3月より、団体•有志からの支援や協力、協賛を集め、本人の原作・脚本・監督による映画制作委員会を発足させた。

## 主な出演

### 映画
- ぐれん隊純情派（1963年、大映） - 権田組石井
- 巨人 大隈重信（1963年、大映） - 暗殺者・来島恒喜
- 黒の駐車場（1963年、大映） - 三郎
- 獣の戯れ（1964年、大映） - 松吉
- 黒の爆走（1964年、大映）
- 剣鬼（1965年、大映） - 朝蔵
- 続・高校三年生（1964年、大映） - 山中
- 犯罪教室（1965年、大映）
- 温泉芸者（1965年、大映）
- 鼠小僧次郎吉（1965年、大映）
- 眠狂四郎無頼剣（1966年、大映） - 小鉄
- お尋ね者七人（1966年、東映） - 金森
- かあちゃんと十一人の子供（1966年、松竹） - 吉田治
- ごんたくれ（1966年、大映） - やくざ健
- にせ刑事（1967年、大映） - 小沼
- 三匹の牝蜂（1970年、東映） - 荒川
- (秘) セックス恐怖症（1970年、東映） - 主演・伊沢浩介
- 裸足の青春（1975年、松竹）
- 柳生一族の陰謀（1978年、東映） - 柳生又十郎宗冬
- トラック野郎・熱風5000キロ（1979年、東映） - 小林太一（通称：安曇野）
- 戦国自衛隊（1979年、角川映画） - 石庭竹秀
- 黒潮に生きる（1981年、シナノ企画）
- すかんぴんウォーク（1984年、東宝） - 遠藤五郎
- 輪違屋糸里(2017年、銀幕維新の会） - 輪違屋主人、与兵衛
- 多十郎殉愛記(2018年、東映） - 大家・勘兵衛
- 嘘八百(なにわ夢の陣)(2023年)　- 金持ちの紳士

### テレビ作品
- ダイヤル110番 第337話「嘘じゃないよ?」（1964年、NTV）
- 示談屋（1964年、KTV）
- 夕日と拳銃（1964年、TBS / 大映テレビ） - 主演・伊達麟之介
- 風と樹と空と（1965年、NTV / 松竹） - 手塚新二郎
- ザ・ガードマン（TBS / 大映テレビ）
  - 第8話「第9レースを狙え」（1965年）
  - 第89話「死神の館」（1966年）
  - 第115話「死を占う少女」（1967年）
  - 第128話「殺しのお知らせ」(1967年）
  - 第164話「死の追跡」（1968年）
  - 第237話「日曜は銀行爆破」（1969年）
- 新隠密剣士 第二部・忍法薩摩秘帖 第1話「黒い集団」 - 第3話「蓑虫破術」（1965年、TBS / 宣弘社プロダクション） - 蓑虫宗十郎
- 特別機動捜査隊 第196話「望郷」（1965年、NET / 東映）
- 土曜日の虎（1966年、TBS / 大映テレビ室） - 片桐七郎
- ウルトラQ 第26話「燃えろ栄光」（1966年、TBS / 円谷プロ） - ジョー相川（ダイナマイト・ジョー）
- 竜馬がゆく（1966年、NET） - 中岡慎太郎　※準レギュラー
- 宮本武蔵（1966年、NTV） - 吉岡伝七郎　※準レギュラー
- 銭形平次 （CX / 東映）
  - 第32話「三日目の鐘」（1966年）
  - 第131話「浅野屋の娘」（1968年）
  - 第221話「卑怯者」（1970年）
  - 第278話「竜神の凄む海」（1971年）
  - 第398話「はやて駕籠」（1973年）
  - 第421話「蛤河岸に雨あがる」（1974年） - 太一
  - 第472話「母の裁き」（1975年） - 文太
- ママとおふくろ（1966年、NTV）
- 青い山脈（1966年、NTV / 松竹） - ガンちゃん
- 続・風と樹と空と（1966年、NTV / 松竹）
- 三匹の侍（CX）
  - 第4シリーズ 第17話「悪童ども」（1967年） - 栄吉
  - 第6シリーズ 第18話「裏切りの季節」（1969年） - 三上真吾
- 七人の刑事（TBS）
  - 第279話「ダンプカー」（1967年）
  - 第346話「やくそく」（1968年）
- 半七捕物帳 第7話「生きている次郎兵衛」（1967年、TBS）
- 太陽野郎（1967年－1968年、NTV / 東宝） - 積丹の鉄
- ちょっとまってパパ（1967年、TBS）
- でっかい青春 第18話「さよならと言えないで」（1968年、NTV / 東宝） - 田口
- 風 第23話「地獄の沙汰」（1968年、TBS / 松竹）
- 丸太と包丁（1968年、NTV / 松竹）
- われら弁護士 第23話「彼は殴った」（1968年、NTV）
- お嬢さん（1967年 - 1968年、CX / C.A.L） - 周太郎
- お嫁さん（第5シリーズ）（1968年10月‐1969年3月、CX/ 松竹）-林田修平
- おにぎり（1968年、NTV）
- 素浪人 月影兵庫 第2シリーズ 第94話「喧嘩がめしより好きだった」（1968年、NET / 東映）
- 旅がらすくれないお仙（NET / 東映）
  - 第5話「倅と呼びたい」（1968年）
  - 第31話「たかが、うわさよ」（1969年）
  - 第46話「死んだって、思っただけよ」（1969年）
- 俺は用心棒 第1話「竜神の明り」（1969年、NET / 東映） - 沼田鍬次郎
- 黒い編笠 第36話「逃亡」 - 第39話「復讐」（1969年、ABC / 松竹）
- 新・日本任侠伝 / 灰神楽三太郎（1969年、NET / 東映） - 主演・三太郎
- 五番目の刑事（1969年 - 1970年、NET / 東映） - 立花刑事
- 待ってますわ（1969年、TBS）
- サインはV（1970年、TBS / 東宝） - 菅原　※準レギュラー
  - 第17話
  - 第37話
  - 第38話
  - 第40話
- おさな妻（1970年、12ch / C.A.L）
- 番茶も出花（1970年、KTV） - 長男・賢太
- 紅つばめお雪（1970年、NET / 東映） - 銚子の与三郎
- わが青春のとき（1970年、NTV）
- テレビスター劇場（MBS）
  - 産科・歯科
    - （第1シリーズ）（1970年）
    - （第2シリーズ）（1971年）
- 鬼平犯科帳（NET / 東宝）
  - 第1シリーズ 第65話「おしろい猫」（1970年） - 栄次郎
  - 第2シリーズ 第18話「情事」(1972年) - 吉松
- 大忠臣蔵（1971年、NET / 三船プロ） - 近松勘六　※準レギュラー
- 千葉周作 剣道まっしぐら 第35話「妖刀は死霊を招く」（1971年、TBS）- 向井秋平
- ケンちゃんシリーズ（TBS / 国際放映 / 萬年社） - 雷先生　※準レギュラー
  - すし屋のケンちゃん（1971年 - 1972年）
  - ケーキ屋ケンちゃん（1972年 - 1973年）
  - おもちゃ屋ケンちゃん（1973年 - 1974年）
- 遠山の金さん捕物帳（NET / 東映）
  - 第40話「三度笠の男」（1971年） - 三太
  - 第117話「泥棒に嫁入りした女」（1972年） - 百太郎
  - 第148話「殺しを引受けた女」（1973年） - 竜三
- 大岡越前（TBS / C.A.L）
  - 第2部 第19話「新助そばの悲願」（1971年9月20日） - 鶴吉
  - 第4部 第12話「暗闇八百八町」（1974年12月23日） - 出来星の長太
  - 第5部 第8話「手鎖り御用旅」（1978年3月27日） - 文吉
  - 第6部 第16話「因業大家と人情大工」（1982年6月21日） - 留吉
  - 第7部 第19話「仇討ち夫婦駕籠」（1983年8月29日） - 六助
  - 第8部（1984年）
    - 第2話「幽霊駕籠の仇討ち」 - 権三
    - 第23話「殺しを見ていた千両富」 - 万吉

  - 第12部 第18話「千両富は誰のもの!?」（1992年2月17日） - 巳之助
  - 第14部 第21話「嘘で守った妻の恥」（1996年11月11日）- 上総屋 ※ 工藤堅大良名義
  - 第15部 第22話「餅騒動の名裁き」（1999年2月15日） - 徳兵衛 ※ 工藤堅大良名義
- 大江戸捜査網（12ch / 日活〜三船プロ）
  - 第37話「男の意地」（1971年） - 北見兵馬
  - 第55話「月夜に消えた女」（1972年） - 日の出の三太郎
  - 第337話「御用金強奪の罠」（1978年） - 弥助（三原平四郎）
  - 第348話「赤児暗殺 泣き笑い騒動」（1978年） - 中吉
  - 第429話「大爆破を招く謎の贋小判」（1980年） - 庄八
  - 第542話「待ったなし! 二万両の王手」（1982年） - 矢野源三郎
- おひかえあそばせ 第8話「ビールス野郎の大逆襲」 （1971年、NTV / ユニオン映画）
- ミラーマン（1971年 - 1972年、CX / 円谷プロ） - S.G.M.隊員・藤本武
- おらんだ左近事件帖 第5話「叶屋おしま」（1971年、CX / 東宝） - 叶屋文吾
- 弥次喜多隠密道中 第7話「秋葉の火祭り」（1971年、NTV / 歌舞伎座テレビ室） - 半次
- 魔女はホットなお年頃 第14話「キッスで勝負」（1971年、MBS）
- 木枯し紋次郎 第5話「童唄を雨に流せ」（1972年、CX / C.A.L） - 金蔵
- 眠狂四郎 第10話「荒野に女郎花が咲く」第15話「三度笠の女は燃えた」（1972年、KTV / 東映）
- 地獄の辰捕物控 第10話「月に吼える狼のように」（1972年、NET / 東映） - 栄三
- おんな組アクション控（1972年、12ch / C.A.L）
- 寝顔が可愛い（1973年、MBS）
- 長谷川伸シリーズ 第20話「髭題目の政」（1973年、NET / 東映） - 勝造
- 旅人異三郎 第1話「ひょっとこ面が淋しく笑った」 （1973年、12ch / 三船プロ） - 竹
- 荒野の素浪人 第65話「必殺 荒野の決闘」（1973年、NET / 三船プロ） - 渡世人・鳴神の太市
- 少年ドラマシリーズ / 暁はただ銀色（1973年、NHK）
- 若さま侍捕物手帖 第2話「獄門首が花を見た」（1973年、KTV） - 伊三次
- 非情のライセンス 第1シリーズ 第16話「兇悪の湖」（1973年、NET / 東映） - 木沢昭一
- 素浪人天下太平 第25話「大ボラ小ボラで日が暮れた」（1973年、NET / 東映） - 大前田の小五郎
- ご存知遠山の金さん（1973年 - 1974年、NET / 東映） - 昇り竜の半五郎
- いただき勘兵衛旅を行く 第10話「埋蔵金は夢だとさ」（1973年、NET / 東映） - 源次
- 江戸を斬るシリーズ（TBS / C.A.L）
  - 江戸を斬る 梓右近隠密帳 第19話「盗人ざんげ」（1974年） - 猫目の伝吉
  - 江戸を斬るII 第20話「娘目明し」（1976年3月22日） - 千代松
  - 江戸を斬るIII 第2話「狼たちの掟」（1977年1月24日） - 新吉
  - 江戸を斬るIV 第25話「十手で風切る悪い奴」（1979年7月30日） - 権太
  - 江戸を斬るV 第26話「花火に散った老中暗殺」（1980年） - 喜作
  - 江戸を斬るVI 第20話「お京が陥ちた阿片地獄」（1981年） - 房吉
  - 江戸を斬るVIII
    - 第13話「愛しい娘が殺人者」（1994年） - 米造
    - 第24話「贋金の夢を見た」（1994年） - 与吉
- おしどり右京捕物車 第3話「讐（かたき）」（1974年、ABC / 松竹） - 三次
- 暗闇仕留人 第8話「儲けて候」（1974年、ABC / 松竹） - 定八
- ぶらり信兵衛 道場破り 第39話「かんにん袋」（1974年、CX / 東映）
- 破れ傘刀舟 悪人狩り（NET / 三船プロ）
  - 第6話「どぶ沼の夜の花」（1974年） - 稲荷の丈吉
  - 第125話「ろくでなし」（1977年） - 源之進
- 影同心 第2話「罠かけ殺し節」（1975年、MBS / 東映） - 政吉
- 伝七捕物帳 （NTV / ユニオン映画）
  - 第57話「赤い将棋駒の謎」（1975年） - 清吉
  - 第70話「人情裏町千両唄」（1975年） - 仙太
  - 第139話「とんだ火の粉の後始末」（1977年） - 伊蔵
- 長崎犯科帳 第9話「赤い炎は闇で消せ」（1975年、NTV / ユニオン映画） - 竹次
- 剣と風と子守唄 第17話「闇の宿場に咲く花」（1975年、NTV / 三船プロ） - 三五郎
- どてらい男（1975年、KTV） - 広田　※戦後編 準レギュラー
- 遠山の金さん 第1シリーズ（NET / 東映）　※杉良太郎版
  - 第18話「島帰りを探れ!!」（1976年） - 浅吉
  - 第52話「明日を知らない女」（1976年） - 弥九郎
  - 第77話「北の海から来た男」（1977年） - 漁師太平次
- 太陽にほえろ! 第193話「二人の刑事」（1976年、NTV / 東宝） - 黒井忠
- ロボット110番（1977年、ANB / 東映） - パパ（中村秀夫）
- 人形佐七捕物帳 第29話「銚子をつぶす左指」（1977年、ANB / 東映） - 喜太郎
- 新・座頭市第2シリーズ 第8話「そこのけ、そこのけ、あんまが通る」（1978年、CX / 勝プロ） -　遠藤甲乃進
- 暴れん坊将軍（ANB / 東映）
  - 吉宗評判記 暴れん坊将軍
    - 第9話「義賊江戸を走る」（1978年） - 天誅小僧太助
    - 第67話「大岡越前守自決す!」（1979年） - 磯川三郎兵衛
    - 第112話「誇り高きカモ侍」（1980年） - 堀辺政之進
    - 第145話「男は黙って三下り半」（1981年） - 島田伊十郎

  - 暴れん坊将軍III 第119話「大江戸めおと花火」（1990年） - 島村右兵之助
  - 暴れん坊将軍IV
    - 第15話「酔いどれ女の風車」（1991年） - 香川兵蔵
    - 第31話「お役者新さん花の回り舞台!」（1991年） - 黒川大膳
    - 第47話「上様のとんだ剣客商売!」（1992年） - 桑田権之助

  - 暴れん坊将軍V（1993年）
    - 第3話「狙われた氷の美女」 - 黒坂源次郎
    - 第20話「悪人志願の娘」 - 片岡清五郎

  - 暴れん坊将軍VI（1995年）
    - 第23話「わが子を裁く鬼の父」 - 百目の十左
    - 第48話「盗賊の娘」 - 土蜘蛛の源三

  - 暴れん坊将軍IX 第30話「旗本屋敷の秘密! 罠に落ちた子連れ医者」（1999年） - 大野左兵衛
  - 暴れん坊将軍X 第21話「井戸に出た女幽霊! 縁切り寺の黒い罠」（2000年） - 村上大炊頭
- 新五捕物帳 第29話「物言えば唇寒し…」（1978年、NTV / ユニオン映画） - 久助
- お昼のテレビ小説　新妻に捧げる歌（1978年、CX / NMC） - 主演・良介
- 水戸黄門（TBS / C.A.L）
  - 第9部 第13話「黄門様の泥棒ごっこ -長岡-」（1978年10月30日） - 長吉
  - 第10部 第12話「身ぐるみ剥がれた御老公 -津-」（1979年10月29日） - 駒吉
  - 第11部 第17話「親不孝トンテンカン -三条-」（1980年12月8日）- 鶴吉
  - 第13部 第5話「ドジな息子の泥棒修業 -清水-」（1982年11月15日） - 朝太郎
  - 第14部 第31話「天下の怪盗葵の光右衛門 -大坂-」（1984年5月28日） - 音吉
  - 第15部 第28話「助さんは替え玉亭主 -岐阜-」（1985年8月5日） - 聞多
  - 第17部
    - 第10話「泣き笑い献上仏壇 -尾張-」（1987年11月2日） - 佐吉
    - 第25話「狙われた二人の黄門様 -大坂-」、第26話「旅の終わりの波瀾万丈 -大坂・江戸-」（1988年） - 角平

  - 第20部 第5話「鰻が祟った幽霊旅籠 -浜松-」（1990年11月26日） - 虎五郎
  - 第24部 第11話「悪を懲らした大予言 -松山-」（1995年11月27日） - 大黒屋元右衛門
  - 第25部 第35話「武士道を捨てた男 -石巻-」（1997年8月25日） - 島屋吾兵衛
  - 第26部 第9話「願い叶えた神楽面 - 高千穂 -」（1998年4月13日） - 日向屋徳兵衛
  - 第27部 第17話「殿に教えた米の味 -象潟-」（1999年7月12日）- 鰺坂常之助
  - 第28部 第22話「助っ人助さん 仮祝言-兵庫-」(2000年8月14日)　- 田島屋芳蔵
  - 第36部 第17話「男度胸の鬼退治 -岡山-」（2006年11月27日） - 橘屋伝兵衛
  - 第37部 第14話「大食い男の恩返し -盛岡-」（2007年7月9日） - 繁三
  - 水戸黄門 (BS-TBS版) 第9話「風来坊の片想い-浄法寺-」　- 吉蔵
- 西遊記 第17話「幻妖術師 青竜将軍」（1978年） - 青竜将軍
- 西遊記II 第14話「鬼女妖怪 狙われた新婚夫婦」（1979年）
- 同心部屋御用帳 江戸の旋風IV 第18話「おやえと恋人たち・人情喜劇編」（1979年、CX / 東宝） - 伊三郎
- 柳生一族の陰謀 第23話「宮本武蔵の首を取れ!」（1979年、KTV / 東映） - 林外記
- そば屋梅吉捕物帳 第15話「遠山桜を狙う奴」（1980年、12ch / 国際放映） - 岡村隼人
- 雪姫隠密道中記（1980年、MBS / S.H.P）
  - 第9話「妹想いのドジな奴-倉敷-」 - 半次
  - 第25話「命を賭けた恩返し-保土ヶ谷-」 - 栄吉
- 桃太郎侍 （NTV）
  - 第6話「お鶴が渡る隅田川」（1976年） - 勝三
  - 第202話「大江戸翔んでる女たち」-（1980年） - 幸吉
  - 第245話「涙ボロボロ唐辛子」（1981年）- 源次郎
- 長七郎天下ご免!（テレビ朝日）
  - 第22話「錆びた十手が輝いた!」（1980年）- 轟一八
  - 第104話「伊勢路恋しや母子（ははこ）唄」（1982年）- 三次
- 猿飛佐助 第14話「甲賀忍法 火遁紅蓮陣」（1980年、NTV / 国際放映） - 霧の多三郎
- 旅がらす事件帖 第1話「あれが噂の道中奉行」（1980年、KTV / 国際放映） - 安
- 刑事犬カールII（1981年、TBS） - 部長刑事　※準レギュラー
- 熱血あばれはっちゃく（1982年、ANB / 国際放映）- 建築会社社長　※準レギュラー
- 源九郎旅日記 葵の暴れん坊 第25話「手毬は知っていた」（1982年、ANB / 東映）
- 火曜サスペンス劇場（NTV）
  - 松本清張の脊梁（1982年）
  - フルムーン旅情ミステリー3　能登半島殺人事件（1991年）
  - 誰かが聞いている（1991年11月） - 伊藤輝宜
- また逢う日（1983年、THK）
- 流れ星佐吉 第11話「首すっ飛んで大悲鳴!」（1984年、KTV / 松竹）
- ザ・ハングマンシリーズ（ABC / 松竹芸能）
  - ザ・ハングマン4 第8話「帰って来たマリアをナイフが襲う!」（1984年） - 初川道夫（大東亜貿易社長）
  - ザ・ハングマンV 第9話「金塊に化けたヘソクリ200億を追え!」（1986年） - 室田（東龍会組長）
- 長七郎江戸日記 第2シリーズ 第2話「意気に感ず」（1988年、NTV / ユニオン映画）- 五助
- 木曜ゴールデンドラマ （YTV）
  - 「目撃者ご一報ください」（1983年） - 刑事 役
  - 松本清張サスペンス・六畳の生涯（1987年）
- 日本一のカッ飛び男 第5話「燃えよ! 新聞少年」（1990年、CX / 東宝）
- 将軍家光忍び旅（ANB / 東映）
  - 第1シリーズ 第18話「茶碗一つで天領を狙う悪商人!」（1990年） - 遠藤紋十郎
  - 第2シリーズ 第13話「名馬危うし! 望月宿」（1993年） - 小野寺十蔵
- 名奉行 遠山の金さん（ANB / 東映）
  - 第3シリーズ 第11話「尼僧に忍びよる黒い影」（1990年） - 治助
  - 第4シリーズ 第14話「お目付け桜に惚れたひと」（1992年） - 伍助
  - 第5シリーズ 第13話「覗かれた天女の肌」（1993年） - 三河屋佐兵衛
- 月曜・女のサスペンス / 芸者小春姐さんの名推理・伊豆大島殺人事件（1991年、TX）
- 三匹が斬る!（ANB / 東映）
  - また又・三匹が斬る! 第18話「妖刀乱魔!女の園で見た悪夢」（1991年） - 稲葉俊寛
  - 新・三匹が斬る! 第6話「幸運の汗かき阿弥陀が血を流す」（1992年） - 道山
  - 痛快・三匹が斬る! 第10話「偽姉弟、討って討たれて夢芝居」（1995年）
- 八百八町夢日記 第2シリーズ（NTV / ユニオン映画）
  - 第8話「うわさの伊達男」（1991年） - 源次
  - 第27話「北町恋ごよみ」（1992年） - 彦右衛門
- 銭形平次 第2シリーズ 第8話「幻の二万両」（1992年、CX / 東映） ※北大路欣也版
- 喧嘩屋右近 第1シリーズ 第6話「この世から消えたい女」（1992年、TX / 松竹）
- 半七捕物帳 第3話「娘いれずみ鬼十手」（1992年、NTV / ユニオン映画） - 一石橋の仙蔵　※里見浩太朗版
- あばれ医者嵐山 第10話「良薬の罠」（1995年、TX / ユニオン映画） - 勘兵衛
- 逃亡者 おりん 第15話「涙の姉弟酒場」（2007年、TX / C.A.L） - 吉次
- 京都人の密かな愉しみ冬（2016年、NHKBSプレミアム） - 父、浩一

### 演劇
- 無法松の一生（1978年、新歌舞伎座） - 車夫・熊吉　※小林旭公演
- 野狐三次（1979年、新歌舞伎座）　※小林旭公演
- 妙法院勘八（1980年、御園座） - 小天狗の小太郎　※小林旭公演
- 蜂須賀小六（1981年、新歌舞伎座） - 木下藤吉郎　※小林旭公演
- 蜂須賀小六（1981年、御園座）　※小林旭公演
- 会津士魂（1982年、東京・福島公演） - 佐々木只三郎
- くちなし坂の決闘（1983年、名鉄ホール）　※唄啓劇団公演
- 次郎長売り出す（1984年、明治座） - 大熊親分　※細川たかし公演
- 婦系図・湯島の白梅（1985年、梅田コマ）　※大月みやこ公演
- 恋花火娘剣法（1986年、中日劇場）　※水前寺清子公演
- 吉良の仁吉（1987年、明治座） - 一の子分・慶之助　※細川たかし公演
- 一本刀土俵入り（1988年、新歌舞伎座） - 辰三郎　※五木ひろし公演
- 清水次郎長（1989年、明治座） - 森の石松　※杉良太郎公演
- 太秦行進曲・酒鬼の詩（1990年、シアターアプル）　※劇団魁
- なにわの花道（1991年、九州、四国、中国、関西公演）
- 影を慕いて「古賀政男物語」（1991年、民音旅巡業） - 古賀福太郎
- 赤い風車と花笠道中（1992年、名鉄ホール） - 播磨の虎吉　※京唄子公演
- 一本刀土俵入り（1994年、旅巡業） - 船戸の弥八　※出演：安井昌二、ピーター
- 赤い風車と花笠道中（1995年、旅巡業）　※京唄子公演
- 雪之丞変化（1996年、4ヶ月全国巡業） - 土部三斉　※松井誠劇団
- 森の石松血笑旅（1997年、旅巡業） - 都鳥の吉兵衛　※京唄子公演
- 石松道中双六（1998年、中座） - 都鳥の吉兵衛　※京唄子公演
- 浪花人情花のぬくもり（2000年、旅巡業）　※出演：三浦布美子、芦屋小雁
- 浪花の女次郎長（2004年、新歌舞伎座）　※天童よしみ公演
- 月夜の一文銭（2012、旅巡業） - 身ぐるみの三次　※左とん平、加納竜
- 笑う門には福来る(2014、九州博多座） - 噺家の蝶丸師匠　※藤山直美
- 笑う門には福来る(2014、新橋演舞場） - 噺家の蝶丸師匠　※藤山直美
- 無法松の一生(2015、6ヶ月全国巡業） - 車夫の熊吉　※小林旭・浅丘ルリ子

### CM
- トヨタ自動車（パブリカ）
- 金鳥（ごきぶりホイホイ）
- クラレ（レナウン・ジャージ）
- ヤマサ醤油（醤油）
- うなぎ（浜名湖）
- 競艇（住之江）
- 大山ハウジング（建設）
- いらぶ精力王（ドリンク）

### ナレーション・吹き替え
- 海外ドラマ『失踪 大統領のスキャンダル』（NHK） - 主演：ジェームズ・ファレンティノ
- 映画『キャバレー』
- ドキュメンタリー『スェーデンの女子刑務所』（TX） - ナレーション

### 著書
- 悪役ひとすじ　我が人生＆交友録　2014年10月　風詠社
- 続役者ひとすじ　無法松の一生三十七年ぶり再演のすべて　2016年6月、風詠社
- 斬り捨て御免　隠密同心・結城龍三郎　2018年6月、祥伝社
- 斬り捨て御免2　正義一剣　2018年10月、祥伝社
- 斬り捨て御免3  修羅の如く　2019年2月、祥伝社
- 葵の若様腕貸し稼業　2020年4月　祥伝社刊
- 酔いどれ探偵　2023年3月 風詠社
- 酔いどれ探偵　ウーマンハント　2023年9月　風詠社
- 天下大乱の刻　2024年3月、風詠社
- 魔性の女剣士　2024年11月、風詠社

### その他
- ミラーマン パイロット版（1971年） - S.G.M隊員・今野あきお